# Lijst van WWE SmackDown Tag Team Champions
Dit is een chronologische lijst van WWE SmackDown Tag Team Champions, een professioneel worstelkampioenschap van WWE die exclusief is op de SmackDown brand. De titel werd onthuld op 23 augustus 2016 op een aflevering van SmackDown Live.

## Titel geschiedenis
| Nr.            | Kampioen                                                 | #              | Datum             | Stad                       | Evenement                          | Opmerkingen |
| -------------- | -------------------------------------------------------- | -------------- | ----------------- | -------------------------- | ---------------------------------- | --- |
| 1              | Heath Slater & Rhyno                                     | 1              | 11 september 2016 | Richmond, Virginia         | Backlash 2016                      | Als resultaat van de WWE Draft van 2016 werd het WWE Tag Team Championship exclusief voor Raw. Als reactie hierop creëerde SmackDown het SmackDown Tag Team Championship op. De titel van Raw werd vervolgens omgedoopt. Slater en Rhyno versloegen The Usos (Jey Uso en Jimmy Uso) in de finale van een acht-team toernooi om de inaugurele kampioen te worden.                                                                   |
| 2              | The Wyatt Family (Bray Wyatt, Luke Harper & Randy Orton) | 1              | 4 december 2016   | Dallas, Texas              | TLC: Tables, Ladders & Chairs 2016 | Wyatt en Orton wonnen de wedstrijd, maar Harper werd ook erkend als kampioen onder de Freebird Rule. |
| 3              | American Alpha (Chad Gable & Jason Jordan)               | 1              | 27 december 2016  | Rosemont, Illinois         | SmackDown                          | Dit was een fatal 4-Way tag team eliminatie wedstrijd, waarbij ook Heath Slater & Rhyno en The Usos (Jimmy & Jey Uso) betrokken waren. Luke Harper en Randy Orton vertegenwoordigden The Wyatt Family en werden als laatste uitgeschakeld. |
| 4              | The Usos (Jimmy & Jey Uso)                               | 1              | 21 maart 2017     | Uncasville, Connecticut    | SmackDown                          | [ 3 ] |
| 5              | The New Day (Big E, Kofi Kingston & Xavier Woods)        | 1              | 23 juli 2017      | Philadelphia, Pennsylvania | Battleground 2017                  | Kingston en Woods wonnen de wedstrijd, maar Big E werd ook erkend als kampioen onder de Freebird Rule. |
| 6              | The Usos(Jimmy & Jey Uso)                                | 2              | 20 augustus 2017  | Brooklyn, New York         | SummerSlam Kickoff                 | Big E en Xavier Woods representeerde The New Day. |
| 7              | The New Day (Big E, Kofi Kingston & Xavier Woods)        | 2              | 12 september 2017 | Las Vegas, Nevada          | SmackDown                          | Sin City Street Fight. Big E en Kingston wonnen de wedstrijd, maar Woods werd ook erkend als kampioen onder de Freebird Rule. |
| 8              | The Usos (Jimmy & Jey Uso)                               | 3              | 8 oktober 2017    | Detroit,Michigan           | Hell in a Cell 2017                | Hell in a Cell match. Big E and Xavier Woods representede The New Day. |
| 9              | The Bludgeon Brothers(Harper & Rowan)                    | 1              | 8 april 2018      | New Orleans, Louisiana     | WrestleMania 34                    | Dit was een triple threat match, waarbij ook The New Day's Big E en Kofi Kingston betrokken waren. Harper was eerder bekend als Luke Harper. |
| 10             | The New Day (Big E, Kofi Kingston & Xavier Woods)        | 3              | 21 augustus 2018  | Brooklyn, New York         | SmackDown                          | No Disqualification match. Kingston en Woods wonnen de wedstrijd, maar Big E werd ook erkend als kampioen onder de Freebird Rule. |
| 11             | The Bar(Cesaro & Sheamus)                                | 1              | 16 oktober 2018   | Washington D.C.            | SmackDown 1000                     | Big E en Xavier Woods representeerde The New Day. |
| 12             | Shane McMahon & The Miz                                  | 1              | 27 januari 2019   | Phoenix, Arizona           | Royal Rumble 2019                  | [ 4 ] |
| 13             | The Usos(Jimmy & Jey Uso)                                | 4              | 17 februari 2019  | Houston, Texas             | Elimination Chamber 2019           | [ 5 ] |
| 14             | The Hardy Boyz(Jeff & Matt Hardy)                        | 1              | 9 april 2019      | Brooklyn, New York         | SmackDown                          | [ 6 ] |
| Vacant gesteld | Vacant gesteld                                           | Vacant gesteld | 30 april 2019     | Columbus, Ohio             | SmackDown                          | Jeff Hardy liep een blessure op dat leidde tot een operatie. |
| 15             | Daniel Bryan & Rowan                                     | 1              | 7 mei 2019        | Louisville, Kentucky       | SmackDown                          | Wonnen van de The Usos (Jimmy & Jey Uso) op de vacante titels te winnen. |
| 16             | The New Day (Big E, Kofi Kingston & Xavier Woods)        | 4              | 14 juli 2019      | Philadelphia, Pennsylvania | Extreme Rules 2019                 | Dit was een triple threat tag team match, waarbij ook Heavy Machinery (Otis en Tucker) betrokken waren. Big E en Woods wonnen de wedstrijd. Destijds was Kingston de regerend WWE Championship en werd hij niet erkend als tag team kampioen met Big E en Woods, maar nadat The New Day op 17 april 2020 hun zesde titel won, werd Kingston met terugwerkende kracht gecrediteerd voor deze regeerperiode onder de Freebird-regel. |
| 17             | The Revival (Dash Wilder & Scott Dawson)                 | 1              | 15 september 2019 | Charlotte, New York        | Clash of Champions 2019            | Big E en Xavier Woods represeneerde The New Day. |
| 18             | The New Day (Big E, Kofi Kingston & Xavier Woods)        | 5              | 8 november 2019   | Manchester, Engeland       | SmackDown                          | Big E en Kingston wonnen wedstrijd. Destijds dat Woods inactief was vanwege een blessure en werd hij niet erkend als kampioen met Big E en Kingston, maar nadat The New Day hun zesde titel won op 17 april 2020, werd Woods met terugwerkende kracht gecrediteerd voor deze regeerperiode onder de Freebird-regel. |
| 19             | The Miz en John Morrison                                 | 1              | 27 februari 2020  | Riyad, Saoedi-Arabië       | Super ShowDown 2020                | Big E & Kofi Kingston representeerde The New Day. |
| 20             | The New Day (Big E, Kofi Kingston & Xavier Woods)        | 6              | 17 april 2020     | Orlando, Florida           | SmackDown                          | Triple threat match tussen Big E representeerde The New Day, Jey Uso representeerde The Usos en The Miz representeerde zichzelf en John Morrison. Big E pinned The Miz to om de titels te winnen. Gedurende zijn reign, was WooDS inactief vanwege een blessure, maar werd erkend voor deze reign onder de Freebird Rule. |
| 21             | The Artist Collective (Cesaro (2) & Shinsuke Nakamura)   | 1              | 19 juli 2020      | Orlando, Florida           | The Horror Show at Extreme Rules   | Tables match. Big E en Kofi Kingston represeneerde The New Day. |
| 22             | The New Day (Kofi Kingston & Xavier Woods)               | 7              | 9 oktober 2020    | Orlando, Florida           | SmackDown                          | Kingston en Woods wonnen de titels als onderdeel van The New Day met Big E; de twee werden echter onmiddellijk na hun overwinning verwezen naar het merk Raw als onderdeel van de WWE Draft 2020, waarbij ze werden gesplitst van Big E en hun eerste reign zonder hem markeerden. |
| 23             | The Street Profits(Angelo Dawkins & Montez Ford)         | 1              | 12 oktober 2020   | Orlando, Florida           | Raw                                | The Street Profits hebben hun Raw Tag Team Championship ingeruild voor The New Day's SmackDown Tag Team Championship. |
| 24             | Dolph Ziggler & Robert Roode                             | 1              | 8 januari 2021    | St. Petersburg, Florida    | SmackDown                          | [ 9 ] |
| 25             | Rey & Dominik Mysterio                                   | 1              | 16 mei 2021       | Tampa, Florida             | WrestleMania Backlash              | [ 10 ] |
| 26             | The Usos (Jimmy & Jey Uso)                               | 5              | 18 juli 2021      | Fort Worth, Texas          | Money in the Bank 2021             | [ 11 ] |
| 27             | Kevin Owens & Sami Zayn                                  | 1              | 1 april 2023      | Inglewood, Californië      | WrestleMania 39                    | Deze wedstrijd was tevens ook voor het WWE Raw Tag Team Championship |
| 28             | The Judgment Day (Finn Bálor and Damian Priest)          | 1              | 2 september 2023  | Pittsburgh, Pennsylvania   | Payback 2023                       | Deze wedstrijd was tevens ook voor het WWE Raw Tag Team Championship |